# Picris divaricata
Picris divaricata là một loài thực vật có hoa trong họ Cúc. Loài này được Vaniot miêu tả khoa học đầu tiên năm 1903.